# Millport (Alabama)
Millport é uma cidade  localizada no estado americano do Alabama, no Condado de Lamar.

## Demografia
Segundo o censo americano de 2000, a sua população era de 1160 habitantes.
Em 2006, foi estimada uma população de 1031, um decréscimo de 129 (-11.1%).

## Geografia
De acordo com o United States Census Bureau, a localidade tem uma área de 14,1 km², sem área coberta por água. Millport localiza-se a aproximadamente 84 m acima do nível do mar.

## Localidades na vizinhança
O diagrama seguinte representa as localidades num raio de 24 km ao redor de Millport.